# Bruits
Bruits (en russe : Звуки est une nouvelle de Vladimir Nabokov écrite en septembre 1923. Le texte a été publié en version anglaise sous le titre Sounds dans le New Yorker le 14 août 1995. Il figure dans le recueil La Vénitienne et autres nouvelles. La version française a été traduite à partir des notes dactylographiées en russe de V. V. Nabokov retrouvées à Montreux, en Suisse, où l'écrivain a fini ses jours.

## Contexte
Vladimir Nabokov a publié dans première nouvelle Le Lutin en janvier 1921. Une seconde nouvelle Le Mot, est parue au début 1923. Mais durant cette période, Nabokov se consacre plutôt à l'écriture de poèmes. Au début 1923, après sa rupture avec Svletana Sievert, l'écrivain se remet à l'écriture de nouvelles. La plupart d'entre elles ne seront publiées que très tardivement, voire après sa mort en 1977.
Selon l'analyse de Brian Boyd, Bruits marque un net progrès dans la maîtrise littéraire de Nabokov. C'est une vraie réussite, où l'écrivain trouve pour la première fois une inspiration personnelle.
Coïncidence ? En août 1923, Nabokov publie une traduction d'une poème de Poe, Silence, auquel son Bruits est peut-être un écho.

## Personnages
- Le narrateur : un très jeune homme russe, embarqué dans une relation amoureuse adultérine passionnée[3] ;
- L'héroïne[4], jeune femme mariée, éperdument amoureuse du narrateur[5] ;
- Pal Palytch : diminutif de Paval Pavlovitch, une connaissance commune des deux tourtereaux ;
- Le mari absent de l'héroïne, militaire sur le front.

## Résumé
Le récit s'ouvre sur un violent orage qui vient troubler le tête à tête amoureux de l'héroïne (simplement désignée par le pronom personnel « Tu ») et du narrateur (« Je »). La jeune femme est en train de jouer une fugue de Bach. La pluie oblige à fermer les fenêtres. « La pluie, la pluie... Je-joue-plus-fort-qu'elle... », se vante la jeune femme. La nouvelle est une introspection du narrateur qui décrit le caractère métaphysique de son amour pour l'héroïne, une voisine qui habite à cinq verstes.
Les deux amants doivent cependant rendre visite à Pal Palytch. Une rencontre qui n'enchante guère la jeune femme, qui le trouve ennuyeux… Au retour de la visite, elle s'aperçoit qu'elle a oublié son porte-cigarette et demande au narrateur de le lui rapporter.
À son retour, la jeune femme lui annonce qu'elle vient de recevoir un mot de son mari qui lui annonce son retour. Peut-être a-t-il été muté ? Tout de go, elle annonce au narrateur qu'elle va révéler son adultère à son mari, que celui -ci comprendra sans doute et lui accordera le divorce…
Mais l'attitude réservée et le mutisme du jeune amant lui fait prendre conscience de son erreur. 

« Je t'interrompis par mon silence. Une tache de soleil glissa de ta jupe dupe sur le sable : tu t'écartas légèrement.
Que puis-je te dire ? La liberté ? La prison ? Je ne t'aime pas suffisamment ? Ce n'est pas cela.
 Un moment s'écoula : durant cet instant beaucoup de choses s'étaient passées dans le monde : quelque part un gigantesque bateau était allé par le fond, on avait déclaré la guerre, un génie était né. Ce moment s'était écoulé.
« Voici ton fume-cigarette, dis-je après m'être raclé la gorge. Il était sous le fauteuil. Et tu sais, quand je suis entré, Pay Palytch, apparemment...«
Tu dis : « D'accord. Maintenant tu peux partir. » Tu te retournas et gravis en courant les marches. Tu saisis la poignées de la porte vitrée, tu tiras, tu ne pus l'ouvrir tout de suite. C'était probablement douloureux. »

— Vladimir Nabokov, Bruits.
Elle rentre chez elle. Le narrateur l'observe et reste seul et rentre chez lui à bicyclette.

« Plus loin, sur la route, dans l'immensité du soleil couchant, dans les champs obscurément embrumés, c'était le silence »

— Vladimir Nabokov, Bruits.

## Éditions

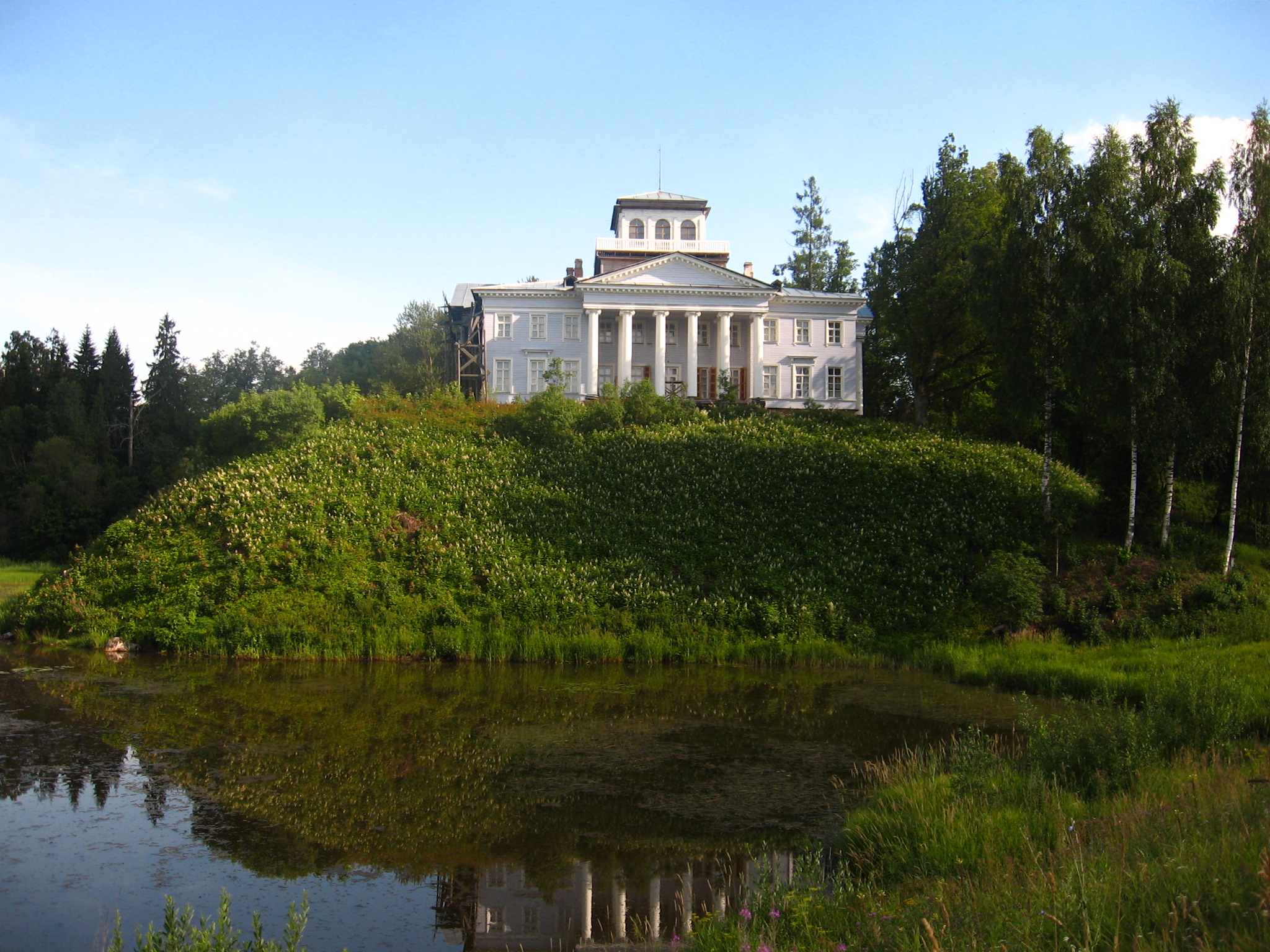
Le château de Rojdestveno, dont Vladimir Nabokov hérita en 1916.

- Vladimir Nabokov (trad. de l'anglais par Maurice et Yvonne Couturier, Bernard Kreise et Laure Troubetzkoy), Nouvelles complètes, Paris, Gallimard, coll. « Quarto », mars 2010, 868 p. (ISBN 978-2-07-012786-3), « Bruits »

- (en) Vladimir Nabokov (trad. Dmitri Nabokov, préf. Dmitri Nabokov), Collected Stories (Recueil de nouvelles), Londres, Penguin Books, coll. « Modern Classics », 2010 (1re éd. 1965), 800 p. (ISBN 978-0-14-118345-9), « Sounds »